# Lily van der Woodsen
 (septembre 2008).
Si vous disposez d'ouvrages ou d'articles de référence ou si vous connaissez des sites web de qualité traitant du thème abordé ici, merci de compléter l'article en donnant les références utiles à sa vérifiabilité et en les liant à la section « Notes et références ».
Lillian « Lily » Rhodes est un personnage de fiction de la série télévisée américaine Gossip Girl inspiré de la série littéraire éponyme. Elle est interprétée par Kelly Rutherford.

## Histoire du personnage

### Dans la série
Lily Van Der Woodsen est la mère de Serena van der Woodsen et d'Eric van der Woodsen. Elle a été mariée cinq fois, dont une avec le père de ses enfants. Elle fait partie de la haute société new-yorkaise. Elle cultive l'art du luxe. Issue d'une famille aisée, elle a été amoureuse par le passé de Rufus Humphrey, mais sa mère lui imposa de choisir entre celui-ci et son héritage. Cette relation a laissé chez Lily comme chez Rufus, un goût d'inachevé. Ils se retrouvent quelques années plus tard car leurs enfants, Serena et Dan, sortent ensemble. Ils ont d'abord du mal à reprendre contact. Puis, leur attirance étant la plus forte, ils se revoient progressivement, d'abord en amis - Lily entretient en effet une relation avec Bart Bass, le père de Chuck Bass. Peu à peu, l'ambiguïté se renforce entre eux deux, et lorsque Bart la demande en mariage, elle accepte mais regrette ensuite profondément son acte. Elle revient alors aux côtés de Rufus mais Serena le comprend et demande à sa mère de ne pas entamer d'histoire avec Rufus car cela compliquerait énormément sa propre relation avec Dan, le fils de Rufus. Après avoir cédé à sa mère, Lily cède à sa fille. Elle finit par accepter l'idée de se marier avec Bart. La veille de la cérémonie, Rufus la rejoint et lui demande d'annuler le mariage. Elle ne promet rien mais passe tout de même la nuit avec lui. Le lendemain, elle épouse Bart Bass. Rufus, quant à lui, part en tournée avec son groupe.
Par ailleurs, au temps de sa relation avec Rufus, Lily, beaucoup moins conventionnelle qu'aujourd'hui, était passionnée de photographie. 
La relation de Serena et Dan n'est pas sans lui rappeler sa propre relation avec Rufus. Si elle a du mal à l'accepter au début, elle devient de plus en plus compréhensive, d'autant que ses propres blessures sont encore très présentes.
Après la mort de Bart Bass, Lily épouse Rufus Humphrey, et s'appelle donc actuellement Lily Humphrey. Rufus découvrira que Lily a eu un enfant de lui lorsqu'elle était jeune : Scott Rosson, qu'elle a abandonné.
À la fin de la saison 5, Bart se révèle être vivant. Pendant une mince dispute, Lili se rend compte qu'elle n'a pas divorcé de Bart Bass et que par conséquent elle est mariée à deux hommes. Elle doit faire un choix, d'abord décidé de renouer avec Bart Bass. Mais par maintes péripéties elle reste avec Rufus.
À la fin de la saison 6, Bart meurt en tombant du haut d'un immeuble. Pendant le final, durant le mariage de Serena (sa fille) et de Dan (le fils de Rufus), on reste dans le flou quant à sa vie amoureuse finale, en effet lors du mariage on la voit brièvement embrasser Rufus, cependant elle s'installe au côté de William Van Der Woodsen (le père de Serena et Éric) et Rufus au côté de Lisa Loeb, une musicienne (peut être une fin ouverte à son histoire chacun choisissant de lire cette scène comme il le préfère).

## Dans les romans
Lily est la mère biologique d'Erik et Serena Van der Woodsen et l'épouse de William Van der Woodsen. C'est une milliardaire à la tête d’œuvres caritatives. Elle est grande, blonde aux yeux bleus, sculpturale et très séduisante. Elle aime les potins mais uniquement lorsque ces derniers sont inoffensifs. Lily est amie avec Eleanor Waldorf.